# Nadia Dajani
Nadia Dajani (Los Ángeles, California); n. 26 de diciembre de 1965) es una actriz estadounidense de cine y televisión.

## Biografía
Nadia Dajani nació en Los Ángeles (California), pero creció en el barrio de Nueva York Greenwich Village, muy cercano a Broadway.
Es la pequeña de cuatro hermanos, y su madre tuvo que criarlos sola. Nadia se interesó muy pronto por la interpretación, y así asistió a clases en la Escuela superior de Música y Arte y estuvo durante un año en la Asociación-Escuela de Teatro Británico en Londres. Más tarde fundó la Compañía de Teatro Malaparte con su amigo Ethan Hawke.
Nadia, que actualmente vive en Nueva York, ha participado en numerosas obras de teatro, series de televisión y películas de cine. Próximamente dividirá su tiempo entre las dos costas de Estados Unidos.

## Filmografía selecta
| Año  | Título                     | Papel    | Otros                       |
| 2002 | Mi ex, mi novia y yo       | Jasmine  | T.O: You stupid man         |
| 2001 | Las aceras de Nueva York   | Hilary   | T.O: Sidewalks of New York  |
| 1999 | Mis siete chicas           | Naomi    | T.O: Seven girlfriends      |
| 1997 | Parejas y compromisos      | Samantha | T.O: Dinner and driving     |
| 2007 | Flirteando con el desastre | Jill     | T.O: Flirting with Disaster |

T.O: Título original

## Televisión

### Series (Selección)
| Año     | Título                                | Papel        | Otros                        |
| 2007    | El show de Larry David                | Paula        | T.O: Curb your enthusiasm    |
| 2006    | Ley y orden                           | Ellie Harper | T.O: Law & Order             |
| 2006    | Cinco razones (para no salir contigo) | Reilly       | T.O: Emily's Reasons Why Not |
| 2002    | Sexo en la ciudad                     | Nina Katz    | T.O: Sex and the city        |
| 1999-00 | El rey de Queens                      | Lisa         | T.O: The King of Queens      |
| 2000    | El ala oeste de la Casablanca         | Lily Mays    | T.O: The West Wing           |
| 1999    | A ver si maduras                      | Emily        | T.O: Oh, Grow Up             |
| 1995-99 | Matrimonio de conveniencia            | Amanda Moyer | T.O: Ned and Stacey          |
| 1998    | Ellos se lo cuentan todo              | Brenda       | T.O: The secret lives of men |

- Datos: Q460930